# نيل لونسديل
نيل لونسديل (بالإنجليزية: Neil Lonsdale)‏ هو رسام كارتون نيوزيلندي، ولد في 1907 في كرايستشرش في نيوزيلندا، وتوفي في 1989 في Henderson, New Zealand ‏ في نيوزيلندا.